# メイのないしょ
『メイのないしょ -make miracle-』は、日下皓による日本の漫画作品。

## 概要
- 「魔法少女で男の娘のファンタジー漫画」をコンセプトにした青年向け女装漫画。キャッチコピーは「新感覚マジカルコメディ」。
- 『ドラゴンエイジピュア』（富士見書房）にてvol.7〜15まで連載。その後同誌の廃刊に伴って『月刊ドラゴンエイジ』にて2009年6月号より2011年1月号まで連載。

## ストーリー
魔法使いの子・春名メイは女の子として育てられた男の子。母親を亡くした彼は、全寮制の女子校に転校することに。が、クラスメイトとお風呂に入った時に、男の子であるということがバレてしまい、大パニックに。

## 登場キャラクター
春名メイ（はるな メイ）
本作の主人公。母親を亡くし、全寮制の女子校に転校してきた。魔女の家系に生まれた魔法使いだが、使える魔法は空中から花を出す魔法と物質浮遊・変身ぐらいである。
実は男なのだが、完全に女として育てられたため本人に自覚はなく、周囲も大浴場で裸を見るまでその事実に気付かなかった。外見的には小柄な美少女で、世間知らずな面があり人を疑うことも知らないため、しばしばセーラの性的イタズラの餌食となってしまう。
本条風華（ほんじょう ふうか）
寮でメイのルームメイトとなった風紀委員の少女。学校ではクールで文武両道に秀でた美人の優等生で通っているが、その実体はメイの性的に無防備な言動のいちいちに鼻血や耳血を噴出する煩悩の塊である。
竜胆聖羅（りんどう せいら）
通称セーラ。縦ロールの髪型と扇子がトレードマークの生徒会長。正真正銘の色魔で、校内で生徒たちを相手にしばしば淫らな行為にふけっては、鍵のかかった扉を木刀で破壊して登場する風華に阻止されている。その魔の手は、やがてメイにも及ぶ。
ミコト
2巻より登場。メイのいとこの魔女。黒髪のツインテールにつり目、貧乳。魔女の一族の次期頭首と目される人物で、周囲に認められるためにメイに勝負を挑んでくるが、最強の魔女と思い込んでいたメイが実際は最強でも魔「女」でもないことが判明し、和解。その後メイや風華たちの学校に転入する。メイに恋愛に近い感情を抱きつつあるようだが、当人は認めたくない模様でいわゆるツンデレ。
アベル
メイの使い魔のオスの白猫。人間語をしゃべる。
イブ
ミコトの使い魔のメスの黒猫。アベル同様人間語をしゃべる。
宮地円（みやじ まどか）
メイや風華のクラスメイト。ショートカットの体育会系。
堤るみ（つつみ るみ）
メイや風華のクラスメイト。眼鏡っ子。BL同人誌を描く腐女子。
秦野レオ（はたの レオ）
3巻より登場。メイの小学校時代の同級生で、唯一の男友達。交換学生としてメイと再会して以降、女装仲間となる。
マユ
4巻に登場。セーラの行き付けの骨董店主で、メイとミコトの伯父。空間に描いた虚像に質量を与える魔法を使う。
女装癖があり、可愛い男の子が大好き（一族を出奔した理由も、「好みの男の子がいなかったから」）。
京子（きょうこ）
1巻と4巻に登場。メイの後見人で、学校の理事長。
校長先生
1巻に登場。優しい性格で、メイが男の子であることもすぐに受け入れてくれた。
教頭先生
1巻に登場。校長先生とは対照的に頭が固く、メイをすぐには受け入れようとしなかった。
担任の先生
1巻と3巻に登場。メイのクラスの担任。なぜかまともに扱われない。
カイナ
メイの母親で、魔女の一族最強の魔女。物語が始まる前に他界。
サラ
ミコトの母親で、カイナの妹。ミコトの回想シーンにのみ登場。ミコトに愛情をほとんど注いでおらず、魔女としての才能しか見ていない。
竜胆友明（りんどう ともあき）
セーラの父親で、竜胆グループの社長。セーラの好色な性格によく悩まされている。
本条来夏（ほんじょう らいか）
風華の弟。魔法関係で父親が蒸発し、幼いころに姉とともに怖い思いをしたせいで、魔法使いを恨んでいた。

## 用語
魔女
魔法を使う一族。作中ではメイやミコト、マユがそれに当てはまる。
アベルの話によると、一族に生まれた男子はもともと短命だったが、いつのころからか、女として育てることで延命できるようになったらしい（ただし、カイナはメイに可愛い格好をさせたいという趣味半分で女装させていた）。

## 単行本
1. 2008年6月9日発売 ISBN 978-4-04-712554-4
2. 2009年8月8日発売 ISBN 978-4-04-712622-0
3. 2010年9月9日発売 ISBN 978-4-04-712684-8
4. 2011年3月9日発売 ISBN 978-4-04-712715-9